# Macaco de Heck
El macaco de Heck (Macaca hecki) és una espècie de primat catarrí de la família dels cercopitècids. L'espècie fou separada de Macaca tonkeana per Groves el 2001. Se sap poca cosa del seu hàbitat i la seva ecologia, però es creu que és un animal diürn, frugívor i semi-arborícola i que prefereix la selva humida. La Llista Vermella de la UICN el considera una espècie vulnerable a causa del declivi de les seves poblacions per pèrdua i fragmentació d'hàbitat. A més, els agricultors capturen, enverinen i disparen contra aquest macaco a causa de les seves incursions als seus conreus.